# Тульская улица (Калуга)
Тульская улица — улица в исторической части Калуги, проходит от улицы Луначарского до Киёвского проезда. Протяжённость улицы около 2,65 км.

## История
Запланирована на градостроительном плане Калуги 1778 года. Историческое название — Говенская. Улица пересекалась оврагами и была труднопроходимой, особенно в ненастную погоду. При благоустройстве улицы в 1839 году инженер Кавелин изменил и её название, убрав первый слог, получилась — Венская. На улице располагались Чешихинские казармы (ныне казармы заняты Калужской квартирно-эксплуатационной частью, д. 47), в XIX веке в городской усадьбе купчихи Чешихиной открылся первый в городе Народный дом.
Современная улица включает в себя три прежние — Венскую, Сурнинский переулок (Сурнинскую, по имени местных домовладельца в, улицу), Болдосовскую (по названию начинавшейся тут реки Болдасовки), вела в село Калужку. Тульская улица была в Калуге и ранее — современная улица Салтыкова-Щедрина.
С установлением советской власти часть улицы получила имя Лермонтова, часть стала Проспектом Зиновьева. Имя видного деятеля Советской России и международного коммунистического движения Григория Зиновьева (1883—1936) было убрано из городской топонимики после его опалы в 1930-е годы.
На улице сохранилась одноэтажная деревянная застройка

## Достопримечательности
д. 13 — Жилой дом
д. 47 — Дом купчихи Чешихиной
д. 90 — Часовня (не сохранилась)